# 西格陵蘭洋流

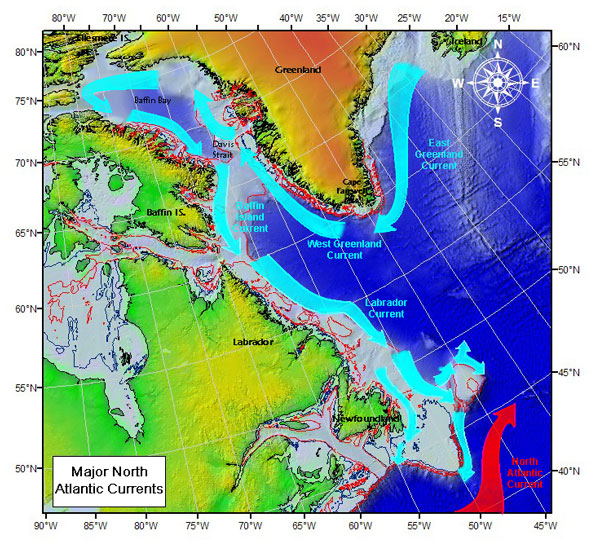
西格陵蘭洋流

西格陵蘭洋流（West Greenland Current）為一個弱小的冰凍洋流，沿著格陵蘭西岸向北流動。西格陵蘭洋流的起源為東格陵蘭洋流在格陵蘭南端的繞流。